# 2022年岡比亞國民議會選舉
冈比亚於2022年4月9日舉行國民議會選舉，選出58個席位的國民議會議員。

## 概述
由現任甘比亞總統阿達馬·巴羅領導的國家人民黨（NPP）獲勝，獲得18個席位。聯合民主黨位居第二，獲得15個席位，成為最大反對黨。民族和解黨獲得四個席位。爭取獨立和社會主義人民民主組織和愛國轉向與建設聯盟（APRC）各自獲得兩個席位。其餘當選的十二名是無黨籍人士。作為國民議會主席，阿達馬·巴羅可以任命另外五名議員，其中四名來自國家人民黨，一名來自愛國轉向與建設聯盟。阿達馬·巴羅任命愛國轉向與建設聯盟領導人法巴卡里·賈塔(Fabakary Jatta)擔任國民議會議長。
隨後，國家人民黨、民族和解黨和愛國轉向與建設聯盟組成三黨聯盟。

## 選舉制度
國民議會共有58名議員，其中53名是通過單一選區以簡單多數票選舉產生的，另外5名是由總統任命的，其中包括議長及其副手。

## 觀察
西非國家經濟共同體向甘比亞所有7個行政區部署了40名選舉觀察員，以監督選舉進程。西非國家經濟共同體觀察團團長穆罕默德·伊本·查巴斯在觀察甘比亞首都班竹的選舉過程後表示，選舉“是在平靜的氣氛中進行的，採用了甘比亞的選舉程序”。